# Allosso 2

Allosso 2 est une localité du sud-est de la Côte d'Ivoire, et appartenant au département d'Alépé, dans la région de La Mé. La localité d'Allosso 2 est un chef-lieu de commune.